# Barradères
Baradères este o comună din arondismentul Barradères, departamentul Nippes, Haiti, cu o suprafață de 192,71 km2 și o populație de 37.509 locuitori (2009).